# Saint-Pierre-sur-Orthe
Saint-Pierre-sur-Orthe är en kommun i departementet Mayenne i regionen Pays de la Loire i nordvästra Frankrike. Kommunen ligger i kantonen Bais som tillhör arrondissementet Mayenne. År 2018 hade Saint-Pierre-sur-Orthe 466 invånare.

## Befolkningsutveckling
Antalet invånare i kommunen Saint-Pierre-sur-Orthe
| Referens: INSEE |